# Börstils landskommun
Börstils landskommun var en tidigare kommun i Stockholms län. 

## Administrativ historik
Landskommunen bildades 1863 ur Börstils socken i Frösåkers härad i Uppland. Vid kommunreformen 1952 uppgick denna landskommun i Frösåkers landskommun som 1957 uppgick i Östhammars stad  som 1971 ombildades till Östhammars kommun samtidigt som området övergick till Uppsala län.

## Politik

### Mandatfördelning i Börstils landskommun 1938-1946
| 8 | 5 | 12 |

| 25 |

| 8 | 7 | 9 |  |

| 24 |

| 12 | 6 | 7 |

| 25 |